# Arturo Alfandari
Arturo Alfandari (8 de junio de 1888-1 de mayo de 1969) fue un diplomático belga, conocido como el creador del idioma Neo.

## Biografía
Era originario de Italia, proveniente de una familia judía. Durante la Primera Guerra Mundial sirvió como oficial de criptografía en el alto mando italiano. Después de la guerra se instaló en Bélgica, donde trabajó como exportador para luego convertirse en un diplomático belga.